# Skarshaugane
Skarshaugane är en bergstopp i Antarktis. Den ligger i Östantarktis. Norge gör anspråk på området. Toppen på Skarshaugane är 2 895 meter över havet.
Terrängen runt Skarshaugane är varierad. Skarshaugane är den högsta punkten i trakten. Trakten är obefolkad. Det finns inga samhällen i närheten. 